# Makarij Maletytsch

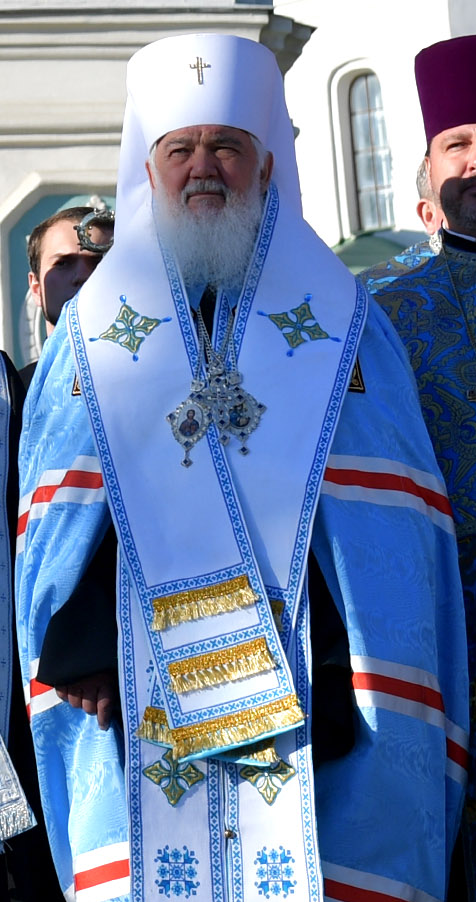
Makarij Maletytsch (2018)

Makarij (ukrainisch Макарій, weltlicher Name Микола Іванович Малетич Mykola Iwanowytsch Maletytsch; * 1. Oktober 1944 in Krasne, Rajon Turka, Oblast Lwiw, UdSSR) ist seit 2015 Metropolit und Vorsitzender der Ukrainischen Autokephalen Orthodoxen Kirche.

## Leben
Er war eines von zehn Kindern einer Bauernfamilie. Eine Schwester und ein Bruder starben im Kindesalter. Seine Mutter und sein Vater starben früh, so musste die Familie mit fünf Brüdern und zwei Schwestern allein aufwachsen.
Im Jahr 1964 heiratete er. Er leistete keinen Militärdienst, stattdessen versuchte er in den Jahren 1973/74 erfolglos, ein Studium an der Geistlichen Akademie in Odessa zu beginnen. Im Jahr 1975 arbeitete in einer Fabrik in der Oblast Pensa. Am 18. Januar 1975 wurde er zum Diakon geweiht. Zu dieser Zeit war er in Kostjantyniwka tätig. Am 10. August desselben Jahres wurde er zum Priester geweiht. 1982 schloss er sein Studium in Abwesenheit am Moskauer Geistlichen Seminar ab. Als Pfarrer war er in Oblast Donezk, Oblast Luhansk und Oblast Rostow tätig. In der Oblast Lwiw war er bis zum Jahr 1996 im Dorf Schehyni tätig. 1989 verließ er die Russisch-Orthodoxe Kirche und begann in der Ukrainischen Autokephalen Orthodoxen Kirche zu dienen. Im Jahr 1993 starb seine Frau. Am 3. November 1996 wurde er in Lwiw unter dem Namen Makarij zum Bischof geweiht. Am 25. Juni 1997 wurde er zur Eparchie Riwne und Wolyn berufen. Am 22. Juli 2008 wurde er mit dem Verdienstorden der Ukraine 3. Klasse ausgezeichnet. Seit dem Jahr 2015 ist er Vorsitzender der Ukrainischen Autokephalen Orthodoxen Kirche.
Am 11. Oktober 2018 wurde der vom Moskauer Patriarchat über ihn und Patriarch Filaret verhängte Kirchenbann durch den Ökumenischen Patriarchen von Konstantinopel Bartholomeos I. für ungültig erklärt.